# فيجيل جيمز
فيجيل جيمز (بالإنجليزية: Vigil Games)‏ هي شركة أمريكية متخصصة في ألعاب الفيديو ، تأسست عام 2005 ويقع مقرها في أوستن، تكساس. قام بتأسيسها «جو مادوريرا وديفيد إل آدامز» وهي تابعة لشركة تي إتش كيو. تقوم الشركة بتطوير ألعاب الفيديو ، من أشهر ألعابها داركسايدرز.

## بعض ألعابها
- داركسايدرز
- داركسايدرز II